# موس قفقازی
موس قفقازی (نام علمی: Alces alces caucasicus) نام یک زیرگونه از گونه موس است.